# آپتوس (کالیفورنیا)
آپتوس (به انگلیسی: Aptos) یک منطقهٔ مسکونی در ایالات متحده آمریکا است که در شهرستان سانتا کروز، کالیفرنیا واقع شده‌است. آپتوس ۱۶٫۶۶ کیلومتر مربع مساحت و ۶۹٬۱۳۵ نفر جمعیت دارد و ۳۳ متر بالاتر از سطح دریا واقع شده‌است.